# Prudencio
Aurelio Clemente Prudencio (en latín, Aurelius Prudentius Clemens; Calahorra, 348 d. C.-c. 410) fue un poeta hispanolatino conocido simplemente como Prudencio. Su lugar de nacimiento pudo ser Calagurris (Calahorra) o Caesaraugusta (Zaragoza)[cita requerida]. Poseía una gran erudición escriturística y en cultura clásica. Está considerado como uno de los mejores poetas cristianos de la Antigüedad.

## Biografía
No se conoce con certeza su lugar de nacimiento, entre otras razones porque Prudencio llama "suyas" tanto a Calahorra como Zaragoza. Prudencio nació cuando ya hacía una generación de la "paz de la Iglesia" y tenía catorce años de edad cuando el emperador Juliano el Apóstata quiso regresar al paganismo infructuosamente.
De familia cristiana noble y opulenta, fue profesor de retórica y jurisconsulto y desarrolló una brillante carrera política como funcionario imperial y gobernador de dos provincias. Viajó mucho; estuvo en Roma y allí desempeñó el cargo de prefecto bajo el mandato de Teodosio; luego ejerció un alto empleo en la corte cesárea de Mediolanum / Milán, con rango de Proximus, durante el episcopado de Ambrosio de Milán, por lo que pudo ser testigo de su lucha contra el último reducto pagano (sentencia sobre el Altar de la Victoria en 383) y contra los herejes, aunque sorprende ver a Prudencio atacar a antiguas herejías como las de Sabelio y Marciano y que no diga nada sobre el arrianismo; es más, para ser alguien tan obsesionado con la ortodoxia a veces incurre él mismo en pensamientos heréticos; también es verdad que para él casi todas las almas se salvaban. Imita de cerca a Tertuliano, cuyo rudo genio se parece al suyo. Canta el descubrimiento de los restos de los santos Gervasio y Protasio (386) o la penitencia pública de Teodosio I el Grande tras la masacre de Tesalónica (390), lo que demostró ya entonces el poder no solo moral que poseía la Iglesia.
Ya mayor, hubo de acudir ante el Senado para defenderse de acusaciones que le perjudicaban, desconocidas para nosotros, de las que salió proclamado inocente. En la Praefatio que puso a la colección de sus poesías, nos cuenta que reflexionó sobre su vida, la consideró falta de contenido y a fines del siglo IV se retiró a un monasterio, en Hispania, para hacer una vida ascética (que incluía una rigurosa dieta vegetariana) y dedicarse a la poesía religiosa, que comenzó a escribir muy tarde, cuando ya tenía 56 años, en 404. Allí murió hacia el año del saqueo de Roma por Alarico (410), tal vez en el 413, y no antes de 405.
Su himno Da, puer, plectro (que incluye "Corde natus ex parentis") y el himno de la Epifanía O sola magnarum urbium ("Oh ciudad grande entre las grandes"), ambos del Cathemerinon, todavía se usan hoy en día. Se lo conoce como "el cantor de los mártires" cristianos, pero su obra más influyente es, sin embargo, la Psychomachia, inspiración y fuente de la literatura alegórica medieval. En general, es un poeta desigualmente inspirado, a veces demasiado retórico, verboso y abstracto, y algunas veces alcanza la cumbre.

## Obra

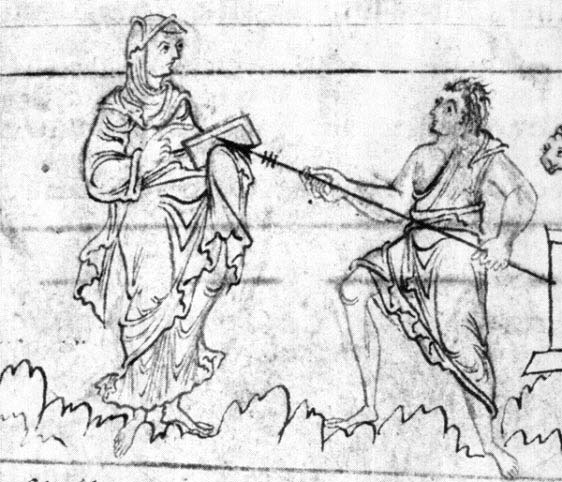
Ilustración de la Psychomachia: Concordia contra Discordia.
British Library.

Entre los años 404 y 405, habiendo regresado a Calahorra y abrazado a su obispo y amigo Valeriano, publicó una colección de sus poemas: el Peristéphanon, una colección de himnos a mártires, algunos de los cuales han pasado a la liturgia. Nos quedan más de 20 000 versos suyos, muchos de ellos aún inéditos. Sus fuentes son muy variadas: desde la Biblia, interpretada alegóricamente, compilaciones como las Actas de los mártires y los más dispersos autores, como San Ireneo, Tertuliano, Minucio Félix, Lactancio, San Cipriano de Cartago y, muy especialmente, San Ambrosio de Milán, sobre un fondo clásico de reminiscencias sobre todo de Virgilio y Horacio. Siguiendo el ejemplo de este último, además, utilizó muy diversos metros y estrofas, aunque ya entonces el verso empezaba a fundarse más en el carácter rítmico de la acentuación que en la cantidad silábica.
Rindió homenaje a dos mártires de Córdoba, Acisclo y Zoilo, a las dos mártires sevillanas, Justa y Rufina y los dos mártires de Calahorra San Emeterio y San Celedonio.
Escribió Cathemerinon liber (Libro de los himnos o Libro de las tareas de la jornada), una especie de libro de horas que recoge 12 himnos para las doce horas del día; Hamartigenia (Origen del pecado o del mal); Apotheosis, sobre la resurrección de Cristo; Dittochaeon, sobre el doble alimento del espíritu: Antiguo y Nuevo Testamento; Contra Symmachum (Contra Símaco, en referencia a Quinto Aurelio Símaco, en dos libros); Peristephanon (Libro de las coronas de los mártires), célebre colección de catorce hermosos himnos a algunos mártires, entre los cuales figuran varios de los españoles, por lo que es importante también como fuente de valiosa información sobre ellos. 
Sus himnos poseen fuerza y sentimiento, y en alguna manera preludian el futuro temperamento barroco español, también porque su estilo, refinado, culto y casi alejandrino, es profuso en imágenes y figuras retóricas. Supo con ello dotar de vigor a un lenguaje que exploraba por vez primera los valores de la virtud heroica de los mártires cristianos. Especial dedicación prodigó a los mártires de Zaragoza, entre los que se incluyen el relato del martirio de santa Engracia y sus dieciocho compatriotas, que recibieron el nombre de los «innumerables mártires» o «santas masas» de Caesaraugusta. También se encuentran registrados los tormentos de san Lorenzo de Huesca y san Vicente, diácono zaragozano que fue martirizado en Valencia.
Su famosa Psychomachia es un poema alegórico que representa el combate por el alma humana entre las virtudes y los vicios personificados, de forma parecida a como hará Pedro Calderón de la Barca en sus autos sacramentales. Esta obra ejerció una profunda influencia, tanto literaria como iconográfica, en el alegorismo medieval en general y en las piezas teatrales denominadas moralidades en particular.  
Hubo una edición de sus obras en el año 405, de la que procede el manuscrito más importante que las recoge. Perteneció a Juan Francisco Andrés de Uztarroz, erudito y mecenas aragonés, por lo cual su poesía fuera admirada, junto a la de Marcial, por escritores y poetas barrocos aragoneses como Lupercio Leonardo de Argensola. Muestra de su difusión en esta época es que Luis Díez de Aux publicó una Traducción de los himnos que hizo Aurelio Prudencio (Zaragoza, 1619) y, más tarde, Vicente Blasco de Lanuza tradujo (Zaragoza, 1623) su Peristephanon.
El poeta mallorquín Miguel Costa y Llobera realizó traducciones varias de los Himnos de Prudencio al catalán, tratando de ajustarse a los esquemas métricos del original con máxima fidelidad.